# Népliget megállóhely
Népliget megállóhely (a kezdeti tervekben még Fradiváros megállóhely, később Népliget-Fradiváros megállóhely) egy tervezett vasúti megállóhely Budapest IX. és X. kerületének határán, az Üllői út és a körvasút találkozásánál, a Népliget délkeleti sarkában, a Balkán utca mentén, illetve az Üllői út fölött átívelő vasúti hídon.

## Története
A leendő vasútállomás helyén korábban sohasem volt megálló. A 2016-ban indult vasúti tervezés már számolt a környék Fradiváros néven indult sport-célú fejlesztéseihez kapcsolódóan egy új megállóhellyel, ekkor még szintén Fradiváros megállóhely néven. Ez a körvasút megújítására kiírt 2017-es közbeszerzésben már Népliget-Fradiváros néven szerepelt, míg a végleges tervekben már egyszerűen Népliget lett a megnevezése.
A körvasút 2019-ben megindult teljeskörű felújításának és bővítésének részeként Európai Uniós forrásból tervezik megépíteni a hivatalos ütemterv szerint 2023-ban. Funkcionalitását tekintve elsősorban átszállóhelynek tervezik, mivel ezen a rövid szakaszon számos vasútvonal találkozik.

## Megközelítése budapesti tömegközlekedéssel
A tervek szerint közvetlen összeköttetésben lesz az Ecseri út metróállomással (M3-as metróvonal), illetve az ott már létező tömegközlekedési csomóponttal (3-as villamos, valamint 181-es és 281-es busz).